# 이병우
이병우(李丙雨, 1965년 1월 22일 ~ )는 대한민국의 음악가이다.

## 학력
- 오스트리아 빈 국립음악대학 클래식기타전공 졸업

- 존스홉킨스 대학교 피바디 음악원 졸업

## 생애
1986년 조동익과 함께 어떤날을 결성해 기타리스트로 활동했다. 그는 대중음악가로 활동하던 중 유학길에 올랐고, 오스트리아 빈 국립음악대학을 수석으로 졸업하고 미국 피바디 음대에 전액 장학생으로 입학, 이후 기타리스트로는 최초로 예일콩쿠르에서 최우수상을 수상하였다. 이후 2010년 피바디 음대가 속해있는 존스홉킨스 대학에서 최고의 동문에게 수상하는 'the Johns Hopkins Knowledge for the World'를 받았고, 같은 해 9월에 성신여자대학교 현대실용음악학과 교수로 취임해 후학 양성에도 힘쓰고 있다.
1996년 《세 친구》의 OST를 맡은 이후 《마리이야기》, 《장화, 홍련》, 《스캔들: 조선남녀상열지사》, 《왕의 남자》, 《분홍신》, 《연애의 목적》, 《괴물》, 《호로비츠를 위하여》 등 많은 영화의 음악감독을 맡아 활발한 활동을 하고 있다.

## 특기사항/논란
- 앞면은 클래식 기타, 뒷면은 어쿠스틱 기타인 듀얼 기타(양면 기타)를 고안, 제작하여 연주용으로 사용하고 있다.
- 울림통이 없이 넥만 있어 가볍고 연습시 자세로 오는 신체적 부담을 최소화해 주는 연습용 기타바(Guitar Bar)를 개발하였다.
- 고등학교 재학 시절 무릎 수술 부작용으로 현재 오른쪽 무릎을 자유롭게 굽히지 못하는 장애를 갖고 있다.[4][5]
- 새누리당 나경원 의원 자녀의 대학 부정 입학에 연루되었다는 의혹을 받았다.[6]

## 앨범
- 1989년 1집 《내가 그린 기린 그림은 - 航海》
- 1990년 2집 《혼자 갖는 茶 시간을 위하여》
- 1993년 3집 《생각 없는 생각》
- 1995년 4집 《야간비행》
- 2002년 《마리이야기》 OST
- 2003년 5집 《흡수》
- 2003년 《스캔들》 OST
- 2004년 《장화 홍련》 OST
- 2005년 《내 생애 가장 아름다운 일주일》 OST
- 2006년 《왕의 남자》 OST
- 2006년 《호로비츠를 위하여》 OST
- 2006년 《괴물》 OST
- 2007년 《그 놈 목소리》 OST
- 2007년 《1번가의 기적》 OST
- 2007년 《수》 OST
- 2008년 《헨젤과 그레텔》 OST
- 2009년 《마더》 OST[7]
- 2009년 《해운대》 OST